# Stewart Stacks
Die Stewart Stacks sind zwei markante Brandungspfeiler im Archipel der Südlichen Shetlandinseln. Im Süden der Bucht New Plymouth ragen sie zwischen Astor Island und Rugged Island auf.
Der britische Robbenjäger Robert Fildes (1793–1827) benannte sie zwischen 1820 und 1822 als Monuments (englisch für Monumente). Zur Vermeidung von Verwechslungen mit gleichlautenden Objekten entschied sich das UK Antarctic Place-Names Committee 1958 zu einer Umbenennung. Namensgeber ist seither Hampton Stewart, der zur Besatzung des US-amerikanischen Robbenfängers Jane Maria aus New York City gehört hatte und laut Meldungen in den Zeitungen New York Gazette und The General Advertiser vom 16. Mai 1821 einer der Ersten war, der eine Karte über die Südlichen Shetlandinseln angefertigt hatte.